# Bő nemzetség
A Bő nemzetség (Bu, Beu) a 108 magyar nemzetség egyike volt.

## Története
A nemzetség bölcsője a Somogyvártól délre eső Jád és Bodrog melletti két Bő, vagy Bü puszta volt. Itt állt egykor a nemzetség Szent Kereszt tiszteletére szentelt monostora is.
A Bő nemzetség két ága, a Thúz- (vagy Izsép-) és a Ders-ág országos szerepre emelkedett.

### Thúz ág
E ágnak első ismert őse János, kinek fia, Izsép volt, ki 1236-tól szerepelt az oklevelekben, mint a várföldek visszafoglalására felállított bizottság tagja. Kálmán herceg híve volt és 1241-ben a Sajó mellett vívott csatában esett el. Ősi vagyonát Gyog egy részének megszerzésével is növelte.
Fia (II.) János volt, aki IV. Bélától Miklósit, valamint Magyarinak addig a somogyi várnépek tulajdonát képező felét és Kölkedet nyerte adományul.
II. János Kun László híve volt. 1282-ben a hódtavi csatában lelte halálát. Fia Trepk volt, kinek gyermekei közül (1313-1329) János a Laki Thúz-, Péter a Létay család, István pedig a Kürtössy és a Messzer család ősei lettek.
A Bő nemzetség birtokai voltak: Somogyjád, Bodrog, Lak is.

### Ders ág
Izsép atyjánál Jánosnál valószínű egy nemzedékkel előbb élt a Ders-ág őse, Ders.
Ders két unokája Mihály (1287-1304.) zágrábi püspök, majd esztergomi érsek, valamint Fogas Péter (1294-1300) székely ispán voltak.
A Bő nemzetség birtokai növelésével tekintélyes vagyonra tett szert, és 1449-ben osztoztak meg birtokaikon.

### A nemzetség címere
A Bő nemzetségnek nem volt egységes címere, áganként, sőt személyenként  is más-más címerjelvényt használt (medvét, griffet, sast és oroszlánt).